# Francis Meadow Sutcliffe
Francis Meadow (Frank) Sutcliffe (6 octobre 1853 - 31 mai 1941) est un artiste photographe anglais pionnier dont l'œuvre constitue un témoignage durable de la vie dans la ville balnéaire de Whitby, en Angleterre, et dans ses environs, à la fin de l'ère victorienne et au début du XXe siècle. Sa documentation des périodes victorienne et édouardienne à Whitby lui a valu d'être qualifié de « Boswell pictural de Whitby ». 

## Biographie

### Jeunesse
Il est né à Headingley, Leeds, du peintre Thomas Sutcliffe et de Sarah Lorentia Button. Frank est l'aîné de huit enfants et, enfant, il dort dans l'atelier de son père. Il reçoit une éducation élémentaire dans une école de dames avant de s'orienter vers la nouvelle technologie de la photographie. Son père déménage la famille à Whitby en 1870 dans l'espoir d'obtenir des commandes, mais il meurt un an plus tard, alors que Francis a 18 ans, le laissant chef de famille.

### Carrière
Il gagne sa vie comme photographe portraitiste, d'abord à Tunbridge Wells, dans le Kent, puis le reste de sa vie à Whitby, où il vit à Broomfield Terrace avant de déménager à Sleights, dans le Yorkshire. Son père l'avait mis en contact avec des personnalités du monde de l'art telles que John Ruskin, et il n'appréciait pas de devoir prostituer son art en photographiant des vacanciers. Son entreprise de Skinner Street, une ancienne usine de meulage et de polissage, l'a conduit à Whitby et dans la vallée d'Eskdale, mais en photographiant les gens ordinaires qu'il connaissait bien, il a construit une image très complète et révélatrice d'une ville de la fin de l'époque victorienne, et des personnes qui y vivaient et y travaillaient.
Sa photographie la plus célèbre a été prise en 1886 ; Water Rats a suscité quelques commentaires à l'époque car elle représentait des enfants nus jouant dans un bateau, mais l'image n'est pas érotique. Sutcliffe utilise les conventions du nu académique pour montrer comment la photographie peut s'approcher de l'art. Il fut cependant excommunié par le clergé local pour l'avoir exposée, qui pensait qu'elle « corromprait » le sexe opposé. Édouard VII (alors prince de Galles) acheta plus tard une copie de l'image.
Auteur prolifique sur des sujets photographiques, il a contribué à plusieurs périodiques et a tenu une chronique régulière dans le Yorkshire Weekly Post. Ses œuvres font partie de la collection de la Whitby Literary and Philosophical Society et d'autres collections nationales. 
Sutcliffe est l'un des membres fondateurs de la Linked Ring Brotherhood (société visant à promouvoir la photographie en tant que forme d'art) et est nommé membre honoraire de la Royal Photographic Society en 1941.
À l'âge de 70 ans, il devient conservateur de la Whitby Gallery and Museum, poste qu'il occupe jusqu'à sa mort en 1941, à l'âge de 87 ans.

### Vie privée
Il épouse Eliza Weatherill Duck, la fille d'un bottier local, le 1er janvier 1875 et a un fils et quatre filles à son domicile de High Stakesby Cottages, paroisse de Ruswarp, Whitby. Il meurt à sa maison Hvid(e)t Huus, Carr Lane, Briggswath, Sleights, à l'âge de 87 ans, le 31 mai 1941 et est enterré dans le cimetière d'Aislaby.

## Galerie

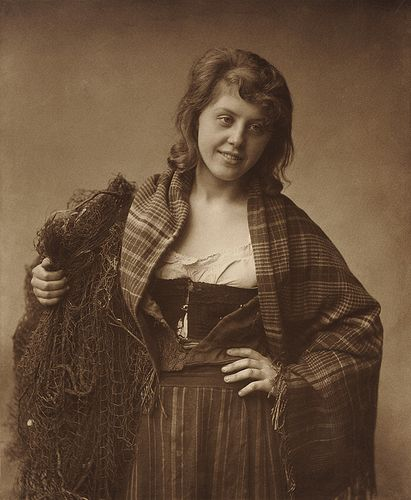
Portrait of Polly Swallow, 1889.
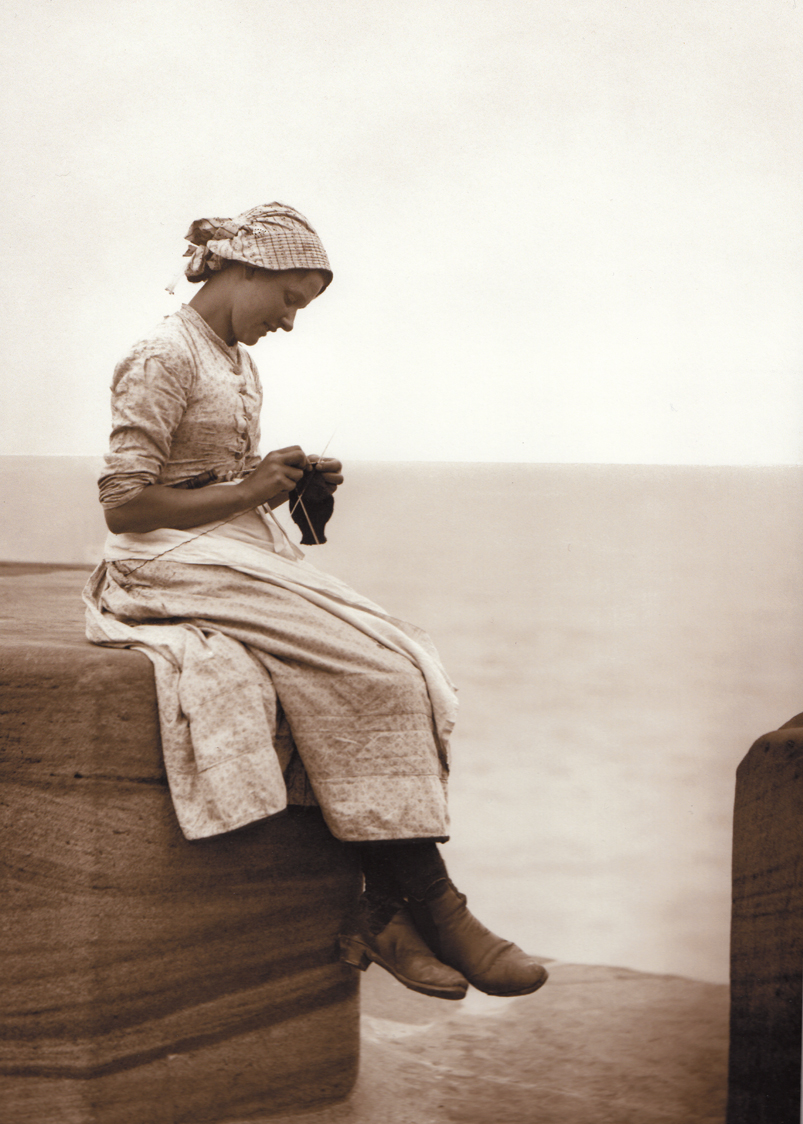
Girl on the shore, 1889.
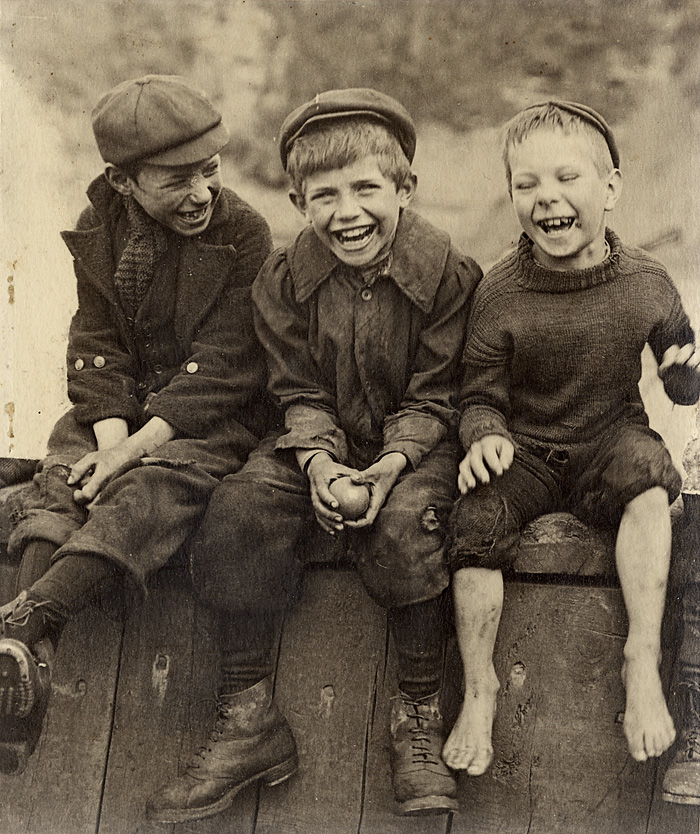
Three happy boys, 1889.
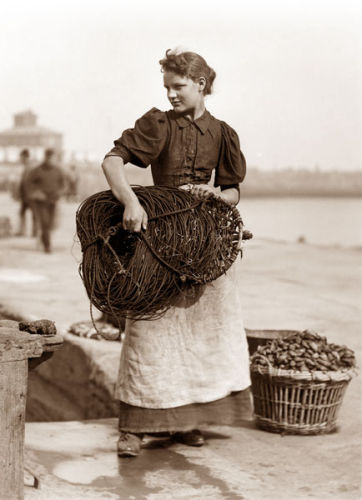
Fisher girl, 1890.
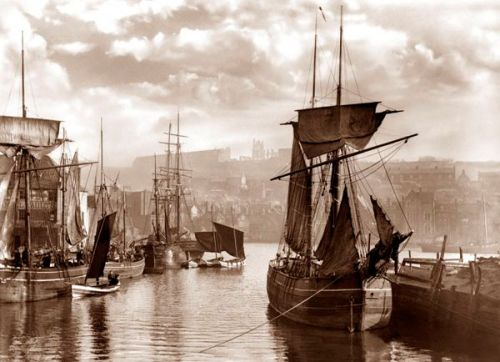
Whitby, 1890.
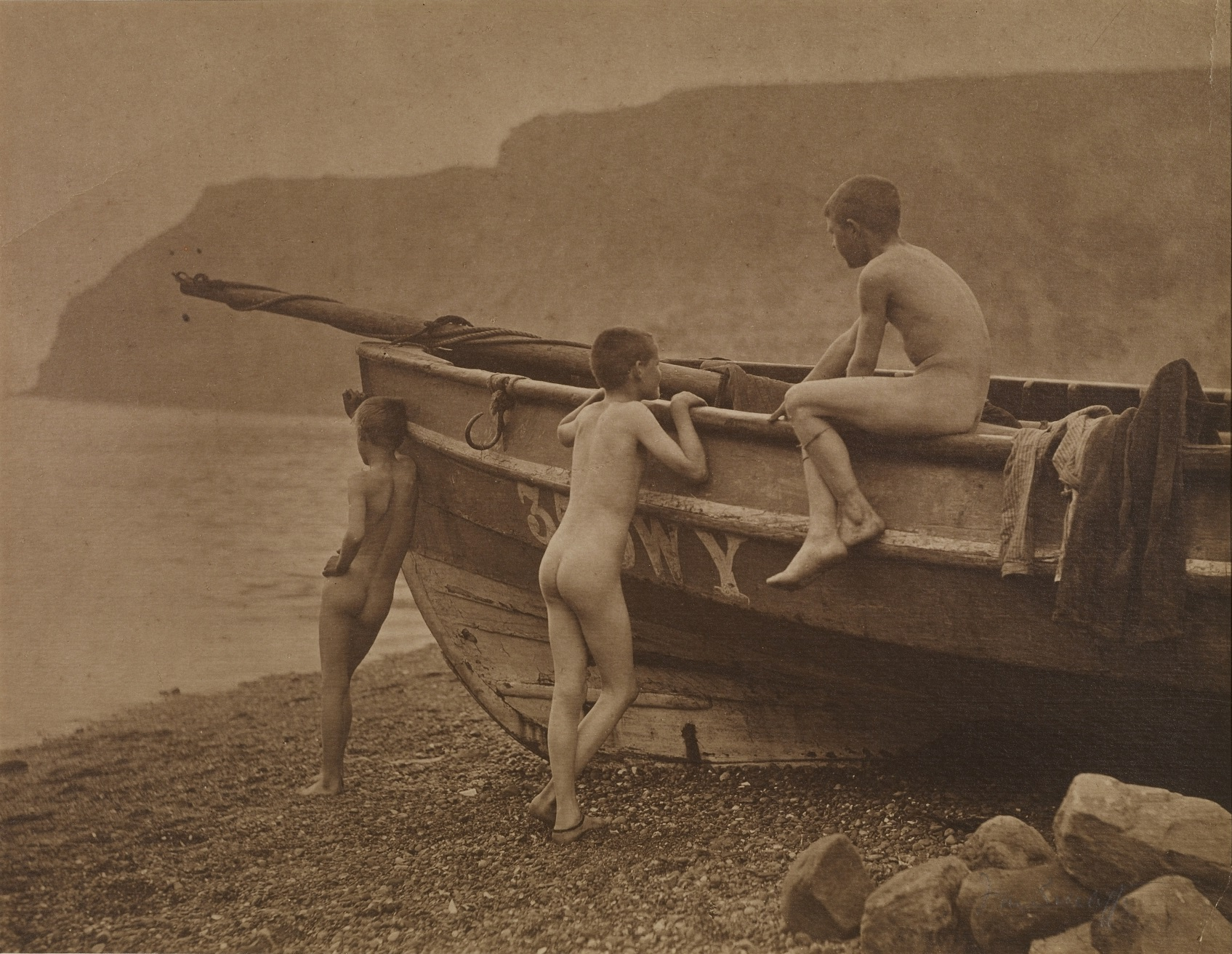
Three Naked Boys Around a Coble, années 1880.
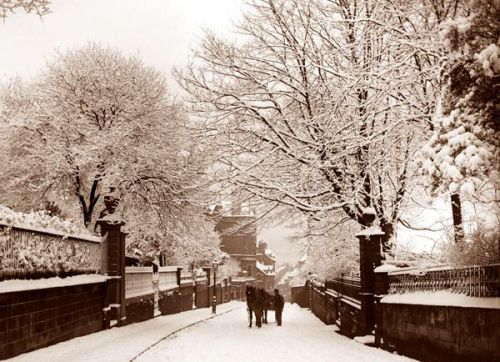
Whitby winter.
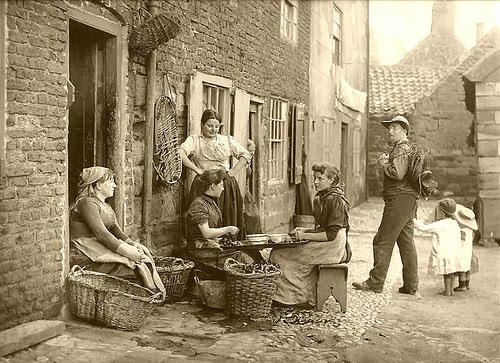
Whitby, 1890.
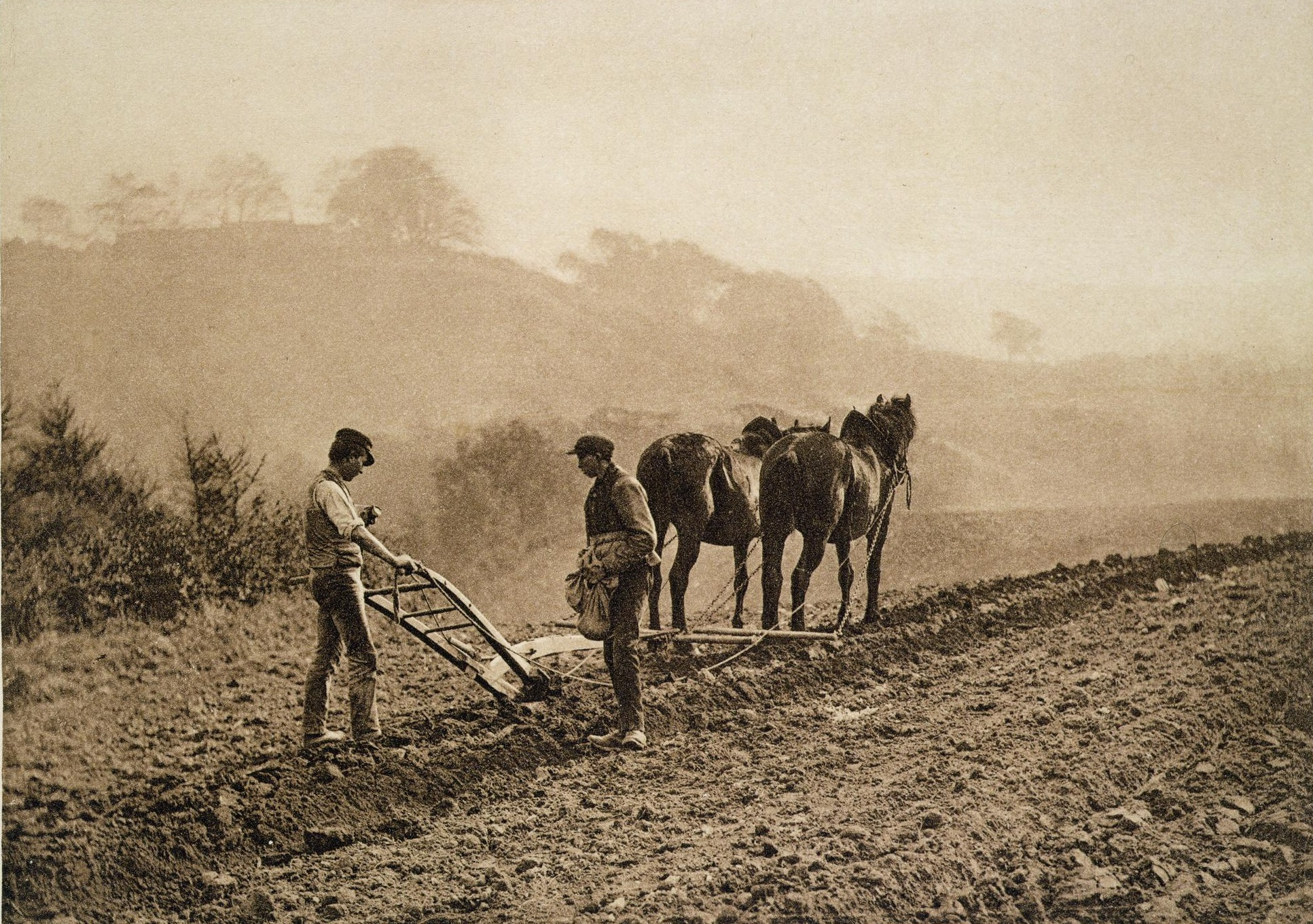
Farmers Whitby / Dinner Time, c. 1889-1891.
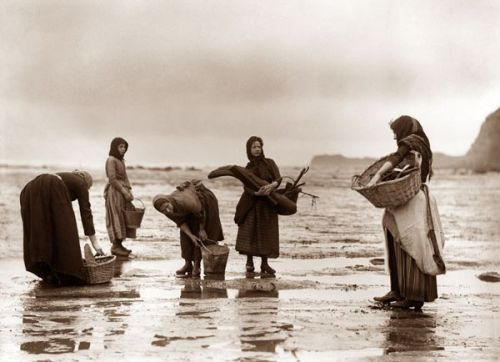
Whitby, 1890.
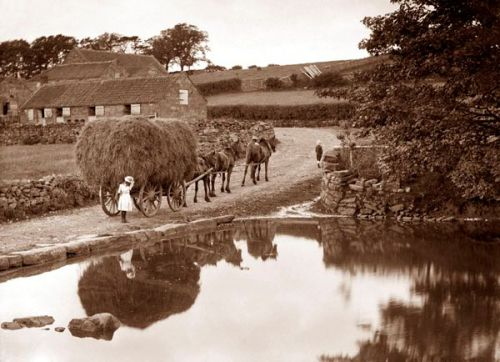
Farmer people Whitby.
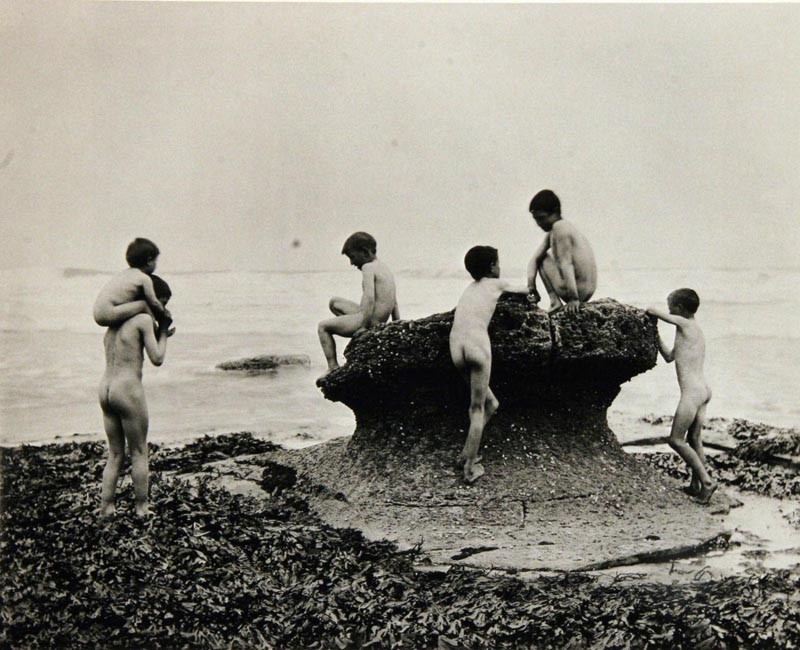
Waterrats, (Sea Urchins), 1886.
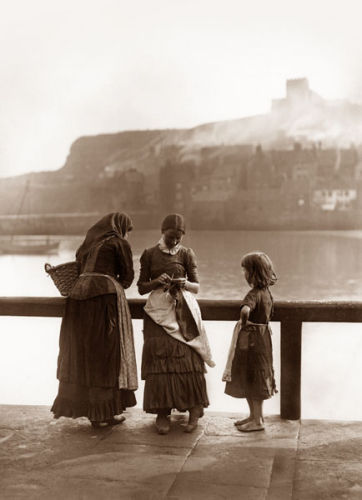
Women, c. 1890.
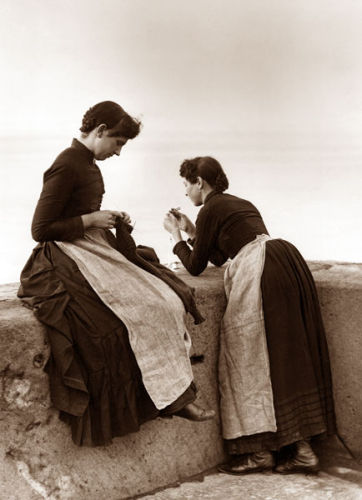
Women, c. 1890.
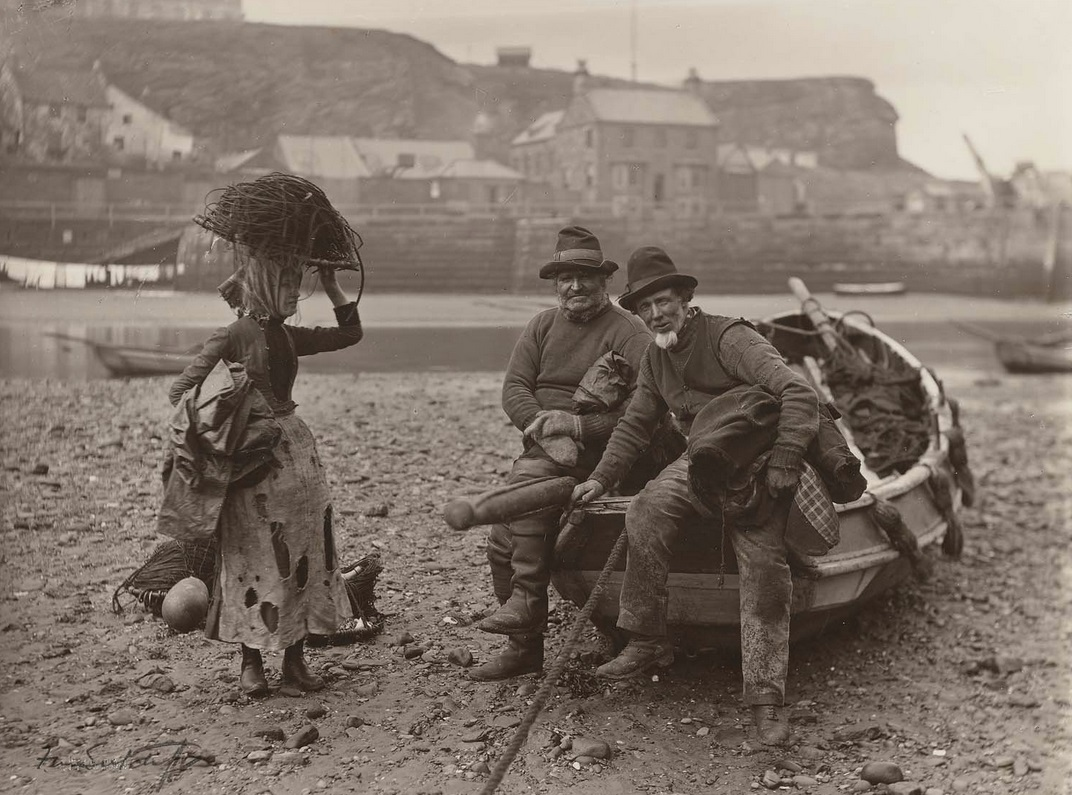
Fisher people, c. 1898.